# البرحى (الشعر)

تعديل مصدري - تعديل

البرحى هي إحدى قرى عزلة بيت الصائدي بمديرية الشعر التابعة لمحافظة إب، بلغ تعداد سكانها 1135 نسمة حسب تعداد اليمن لعام 2004.